# André Malraux (bateau)
L'André Malraux est un navire français d'exploration archéologique affecté au service du DRASSM, service créé par André Malraux en 1966. Il a été lancé le 24 janvier 2012 à La Ciotat.

## Historique
Construit en 1964, le navire précédent du Drassm, L'Archéonaute, était désarmé depuis 2005 ; la décision fut donc prise de construire un nouveau navire d'exploration sous-marine en 2009, après des études menées depuis 2006. Il s'agissait par ce nouveau navire de remplacer l'ancien, « obsolète et coûteux » par un « outil répondant aux exigences scientifiques »pour les 50 ans à venir. Sa construction a coûté 9 millions d'euros.

## Descriptif
Le navire a été conçu et dessiné par le bureau d'architecture navale Mauric, et construit par le chantier naval H2X à La Ciotat. C'était en 2012 le plus grand navire fabriqué sur le site des anciens chantiers depuis leur fermeture à la fin des années 80.
Voici quelques caractéristiques techniques du monocoque construit entièrement en matériaux composites :
- longueur : 36.30 m
- largeur : 8.85 m
- tonnage : moins de 300 tonnes
- vitesse maximale : 13 nœuds
- tirant d’eau : 2.90 m à pleine charge
- Motorisation hybride (diesel-électrique)
- Positionnement dynamique (pump-jet et propulseur d’étrave)
- Portique et treuil de levage (7 tonnes)
- 800 m de câble électro-tracteur
- Magnétomètre et sonar latéral
- Système de communication satellitaire par fleet broad band
- Pompe archéologique

## Capacités d'exploration
En tant que navire de deuxième catégorie, l'André Malraux devrait permettre d'explorer les épaves situées jusqu’à 200 milles (360 km) des côtes.
Cumulant en moyenne 160 jours de mission par an, le navire parcourt environ 8 500 nautiques (15 743 km) chaque année et assure le départ de plusieurs centaines de plongées.

## Capacités d'accueil
En plus des locaux vie (salle de repos, cabines, cuisine...) le navire possède un local humide de traitement de mobilier archéologique, une salle de travail et une autre de séchage, une infirmerie et un atelier.
La capacité du navire (au nombre de couchage) est de cinq membres d’équipage, qui seront à partir de 2021 des prestataires privés et huit passagers (archéologues, scientifiques...).
Pour les missions à la journée, il peut accueillir 26 personnes à bord et mettre à l’eau jusqu’à 20 plongeurs.

## Objectifs
Ses missions s'effectuent dans toutes les eaux bordant la France métropolitaine (Méditerranée, Atlantique et Manche). En 2014 et 2016, l'André Malraux s'est rendu au Sud-Ouest de la Sardaigne pour l'inspection de l'épave du cuirassé Danton, gisant à plus de 1 000 mètres de profondeur.
Il peut emporter plusieurs robots archéologues déployés régulièrement entre 50 et 1.000 mètres de profondeur : Hilarion, Speedy, Léonard et Perseo, notamment.
Ainsi, en 2016, c'est à partir de l'André Malraux que le robot Ocean One de l'Université Stanford a accompli sa première plongée.  Cette plongée s'est déroulée sur l'épave de la Lune, navire de Louis XIV, gisant par 90 m de fond au large de Toulon depuis 1664 et qui constitue la première épave d’expérimentation pour les nouvelles méthodes de fouilles.